# Placidus Bliemetzrieder
Placidus Bliemetzrieder OCist (* 27. November 1867 in Leoben als Franz Johann Bliemetzrieder; † 7. Juli 1935 in Graz) war ein österreichischer Geistlicher, Kirchenhistoriker und Bibliothekar.

## Leben

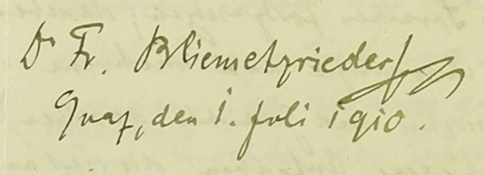
Signatur Bliemetzrieders (1910)

Placidus Bliemetzrieder wurde am 27. November 1867 als Sohn des Schneidermeisters Johann Bliemetzrieder († um 1839; vor 1912) und dessen Ehefrau Adelheid (geborene Bacher; * 1838; † 4. Mai 1912) in Leoben geboren und am selben Tag auf den Namen Franz Johann getauft. Sein Vater betrieb eine Schneiderei mit angeschlossenem Bekleidungsgeschäft in Bruck an der Mur. Seine Eltern hatten am 22. Mai 1865 in der Pfarrkirche Leoben-St. Xaver geheiratet und zu dieser Zeit das Stadthaus Nr. 8 (heute: Sauraugasse 9) bewohnt. Das Geburtshaus Placidus Bliemetzrieders befand sich nicht weit davon entfernt im heutigen Stadtteil Mühltal (Nr. 3). Ein Jahr zuvor war hier eine seiner Schwestern, Adelheid „Adela“ (* 12. Juli 1866), eine spätere Lehrerin an der Gewerbeschule, geboren worden.
Seine allgemeine Schulausbildung schloss er 1886 in Graz mit der Reifeprüfung ab, trat am 20. August 1886 dem Stift Rein bei, wo er den Ordensnamen Placidus annahm und wurde am 25. November 1890 zum Priester geweiht. Seine erste heilige Messe feierte er am 7. Dezember 1892 beim Patrocinium-Fest in seiner Heimatkirche, der Pfarrkirche Leoben-St. Xaver. Parallel dazu besuchte er acht Semester lang die theologische Fakultät der Universität Graz und schloss sein dortiges Theologiestudium im Jahr 1891 mit sehr gutem Erfolg ab. Nachdem er im Anschluss dreieinhalb Jahre lang als Kapitular des Stiftes Rein im praktischen Kirchendienst in Verwendung gestanden hatte, besuchte er ab 1895 zur tieferen Ausbildung in den theologischen Wissenschaften die Freiburg in der Schweiz. Sein dortiges Studium schloss er 1900 mit der Dissertation Ein kanonistischer Traktat für das Pisaner Konzil (1409), die eine Handschrift in der Stiftbibliothek Rein behandelt, ab und wurde zum Dr. theol. promoviert. Das Doktordiplom wurde später von der theologischen Fakultät in Graz mit Bewilligung des k.k. Ministeriums für Kultur und Unterricht nostrifiziert.
Mit dem Ziel der Erlangung eines philosophischen Doktorgrades begann er im Jahr 1900 ein Studium an der philosophischen Fakultät der Universität Graz. Dort besuchte er philosophische Kollegia bei Alexius Meinong und Stephan Witasek, lateinische Paläografie bei Adolf Bauer oder Einleitung in die Geologie bei Moriz Hoernes. Bei den Professoren Alexander Rollett, Holl und Zoll von der medizinischen Fakultät war er Hörer zur Fundierung in experimenteller Psychologie, Nervenpsychologie, Anatomie des Gehirnes und Physiologie der Sprache. Von 1901 bis 1902 studierte er für zwei Semester wieder an der Universität Freiburg, um bei Hubert Grimme die schon auf der theologischen Fakultät in Graz mit Erfolg betriebenen Studien in semitischen Sprachen fortzusetzen. Bei Franz Steffens hörte er Diplomatik und Chronologie sowie mehrere rein philosophische Kollegien (theoretische Philosophie und Geschichte derselben).
Aufgrund verschiedener Aufgaben musste er seine akademischen philosophischen Studien für mehrere Jahre unterbrechen. So veröffentlichte er in dieser Zeit das Buch Das Generalkonzil im Großen Abendländischen Schisma (Paderborn 1904), absolvierte in den Jahren 1904/05 eine Studienreise nach Rom zur Vatikanischen Apostolischen Bibliothek und war im Anschluss lange Zeit mit der Bearbeitung des dort gesammelten Materials befasst. Daneben versah er von 1904 bis 1907 sechs Semester lang die Lehrkanzel für spezielle Dogmatik und monistische Philosophie an der theologischen Hauslehranstalt, dem sogenannten Institutum Theologicum, im Stift Heiligenkreuz und versah eine intensive literarische Tätigkeit als Kirchenhistoriker, wobei er vor allem gegen Ende der 1900er Jahre eine Vielzahl von Schriften veröffentlichte. Nach einer Habilitation im Jahr 1906 an der Universität Graz begann er im Frühjahr 1907 seine Lehrtätigkeit als Privatdozent für Kirchengeschichte an der theologischen Fakultät in Graz. Ab dieser Zeit widmete er sich erneut dem Ziel, den philosophischen Doktorgrad zu erwerben, und hörte bei den Professoren Johann Loserth, Karl Uhlirz und Kurt Kaser Vorträge über mittelalterliche, neuere und österreichische Geschichte. Weitere Vorlesungen und Vorträge besuchte er über Historische Hilfswissenschaften ebenfalls bei Loserth und Uhlirz und beteiligte sich bei beiden genannten Professoren auch an Seminarübungen, während er philosophische Kollegia bei den Professoren Meinong und Spitzer hörte. Im Jahr 1910 – zu diesem Zeitpunkt bereits weit über 60 Arbeiten und Publikationen auf dem Gebiet der Kirchengeschichte veröffentlicht – promovierte Bliemetzrieder zum Dr. phil. und erhielt am 22. September 1910 eine außerordentliche Professur für Kirchengeschichte an der Universität Graz.
Daneben war er von 1905 bis zu seiner Pensionierung 1923 an der Universitätsbibliothek Graz beschäftigt, dort stieg der mehrere Jahre lang als Praktikant tätige Bliemetzrieder 1913 zum Bibliotheksassistenten und in späteren Jahren bis zum Universitätsoberbibliothekar auf. Nach Ausscheiden aus dem Bibliotheksdienst klagte er 1924 vor dem Verfassungsgerichtshof gegen die Republik Österreich auf Anrechnung von Vordienstzeiten, nachdem seine Zeit als Religionslehrer an mehreren Volksschulen bzw. als Professor an der theologischen Hauslehranstalt in Heiligenkreuz nicht bei der Pensionsbemessung berücksichtigt worden waren. Die Klage wurde vom Verfassungsgerichtshof als unbegründet abgewiesen. Des Weiteren war Bliemetzrieder über mehrere Jahre als Redakteur der kirchenrechtlichen Abteilung der Jahresberichte der Geschichtswissenschaft tätig. Von 1915 bis 1917 war Bliemetzrieder zudem Mitglied des Österreichischen Historischen Instituts in Rom (Istituto Austriaco di Studi Storici).
Wie bereits erwähnt, galt Bliemetzrieders Forschungsinteresse vor allem in den Jahren 1902 bis 1911 dem Großen Abendländischen Schisma. Er bereicherte dieses Arbeitsfeld mit der Herausgabe zahlreicher Originaltexte und wissenschaftlicher Artikel. Neben dem bereits erwähnten Buch Das Generalkonzil im großen abendländischen Schisma aus dem Jahr 1904 waren dies unter anderem Der Briefwechsel der Kardinäle mit Kaiser Karl IV (1908), Hofreise Karls IV. zur Wahl Urbans VI., Zu Dietrich von Nieheims Denkschrift nach dem Tode Bonifaz’ IX., Der Zisterzienserorden im großen abendländischen Schisma, Der Kartäuserorden und das abendländische Schisma (alle 1909) oder Literarische Polemik zu Beginn des großen abendländischen Schismas (1910). Die Vielzahl dieser Werke nahm Bezug auf das Große Abendländische Schisma bzw. die Zeit kurz davor. In späteren Jahren galt seine Forschung vor allem Ivo von Chartres, Anselm von Laon und Adelard von Bath, über die er allesamt Monographien veröffentlichte. Letztere erschien kurz vor seinem Tod 1935 und trug den Titel Adelhard von Bath. Blätter aus dem Leben eines englischen Naturphilosophen des 12. Jahrhunderts und Bahnbrechers einer Wiedererweckung der griechischen Antike. Eine kulturgeschichtliche Studie. Des Weiteren beschäftigte er sich mit der Erforschung des Lebens sowie des philosophischen und theologischen Lehrsystems des Isaaks von Stella.
Am 7. Juli 1935 starb Bliemetzrieder, der zuletzt in der Josef-Posch-Straße 107 in Graz-Wetzelsdorf gelebt hatte, im Alter von 67 Jahren im LKH-Universitätsklinikum Graz an einer durch eine Darmkrebserkrankung verursachte Peritonitis.

## Schriften (Auswahl)
- 1902: Ein kanonistischer Tractat für das Pisaner Konzil, 1409 (Dissertation)
- 1902: Abt Ludolfs von Sagan Tractat
- 1903: Isaak von Stella. Beiträge zur Lebensbeschreibung.[21]
- 1904: Das Generalkonzil im großen abendländischen Schisma
- 1908: Ein Bericht des Matthäus Clementis an Urban VI. (c. 1381) über seine Arbeiten zu dessen Gunsten in Aragonien. In: Studien und Mittheilungen aus dem Benediktiner- und Cistercienser-Orden. 29, S. 580–586
- 1908: Der Briefwechsel der Kardinäle mit Kaiser Karl IV.
- 1909: Hofreise Karls IV. zur Wahl Urbans VI.
- 1909: Zu Dietrich von Nieheims Denkschrift nach dem Tode Bonifaz’ IX.
- 1909: Der Zisterzienserorden im großen abendländischen Schisma
- 1909: Der Kartäuserorden und das abendländische Schisma
- 1910: Literarische Polemik zu Beginn des großen abendländischen Schismas
- 1917: Zu den Schriften Ivos bon Chartres († 1116)
- 1919: Anselms von Laon Systematische Sentenzen
- 1935: Adelhard von Bath. Blätter aus dem Leben eines englischen Naturphilosophen des 12. Jahrhunderts und Bahnbrechers einer Wiedererweckung der griechischen Antike. Eine kulturgeschichtliche Studie